# 핀 문화
핀 문화(Pfyn culture)는 스위스 신석기 시대의 여러 고고학 문화 중 하나이다. 이 문화의 시기는 기원전 3900년경에서 기원전 3500년경까지 거슬러 올라간다.

## 발굴
정착지의 가장 오래된 흔적은 이전의 이탄 습지인 브라이텐루(Breitenloo)에 있는 핀(Pfyn)에서 서쪽으로 약 1.5km 떨어져 있다. 투르 빙하의 측면 빙퇴석에 의해 새겨진 움푹 들어간 곳에 위치하며 신석기 시대(기원전 4300년)로 거슬러 올라간다. 정착지는 19세기 후반 이탄 절단 중에 발견되었지만 이후 잊혀졌다. 1940~41년 전쟁 기간 동안 경작 가능한 생산지를 늘리기 위해 습지를 배수하려는 시도로 인해 습지가 재발견되었다. 경작할 수 있는 생산에 대한 배수 작업이 다시 제기되었다. 1944년 가을, 챨스 켈러(Charles Keller)-타르누처(Tarnuzzer)가 이끄는 억류된 폴란드 군인들이 약 1,000k㎡의 면적을 발굴했다. 지형적 여건과 2002년 탐사 시추 사업으로 인해 정착지의 약 60%가 발굴된 것으로 보인다.
1944년 발굴 중에 17개의 다른 집이 발견되었다. 집들은 박공이 거리를 향하고 있는 남북 주요 거리를 따라 위치해 있다. 건물은 거의 독점적으로 두 개의 본당으로 지어졌으며, 길이는 4-11m이고, 너비는 3.5-5.5m이다. 크기가 매우 다른 여러 집이 나란히 놓여 있는 것이 놀랍다. 집 바닥은 모두 복잡한 지지 구조와 일반적으로 점토로 덮인 분할판으로 지어졌다. 토양의 중간 더미와 지지 구조물의 부분적인 그을린 자국은 적어도 일부 건물이 지면에서 상당히 높이 들어 올려졌음을 시사한다.
켈러-타르누처는 남부 독일의 미헬스베르크 문화와 도자기의 밀접한 관계가 있음을 언급하고 핀이 발견한 것이 미헬스베르크 정착지라고 믿었다. 1960년경 연구에 따르면 핀 도자기는 미헬스베르크 문화와 관련된 자율적인 문화를 나타낸다. 그 이후로 핀-브라이텐루 유적지는 핀 문화의 중심지로 여겨져 왔다. 2002년과 2004년의 추가 탐사는 정착지에 대한 약간 더 미묘한 그림으로 이어졌다. 이것은 연륜(年輪) 연대학를 통해 사이트의 날짜를 지정할 수 있게 했다. 사용된 목재는 기원전 3706-3704년에 절단되었다. 단일 개발 단계를 확인한다. 또 다른 신석기 시대 정착지는 브라이텐루에서 북서쪽으로 약 400m 떨어진 곳에 존재했을 것이다. 그러나 그 지역에서 발견된 소수의 도자기도 핀 문화의 일부이다. 그 정착지는 체계적으로 연구된 적이 없으며, 제2차 세계 대전 중 산업적인 토탄 추출로 인해 대부분이 파괴되었을 것으로 믿어진다.

## 경제

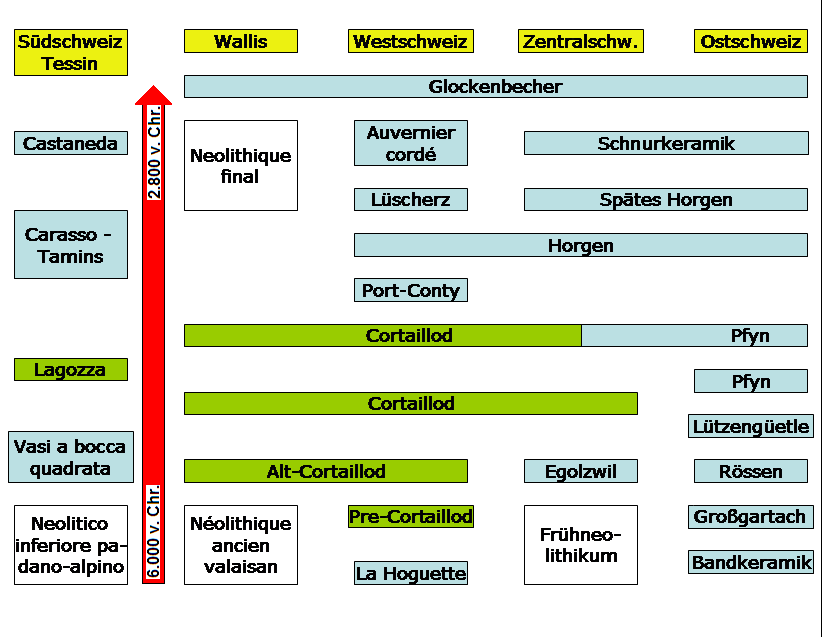
스위스 선사 시대 문화의 위치와 연대

핀 문화 시대부터 콘스탄스 호수와 취리히 호수 사이 지역에서 금속 가공의 일부 증거가 발견되었다. 불행히도 금속 대부분은 고립된 발견에서 나오므로 날짜가 잘못되었다. 그러나 핀 시대의 구리줄과 단검은 아펜첼 아우서로덴주의 개간지에서 도가니와 주조 유물과 함께 발견되었다.
양돈의 집약화는 고산 지대 동부의 핀 문화 기간 동안 발생했다. 많은 수의 돼지를 사육하는 것은 호르겐 및 매듭무늬토기 문화의 전형이다. 이 ‘돼지 경제’는 호르겐 문화에 의해 서쪽으로 수출되었다.
곡물 생산도 매우 중요했다. 취리히 근처의 핀 시대 유적지에서는 듀럼밀과 보리가 가장 흔하게 발견되었다. 핀 시대 사람들이 소비하는 총 칼로리의 약 절반은 곡물에서 나왔다.

## 유적지
핀 문화 유적지는 스위스 동부의 여러 지역에서 발견되었다. 여기에는 다음이 포함된다.
- 브라이텐루(Breitenloo) : 투르강을 따라 투르가우주의 핀에서 약 1.5km 떨어진 곳에 위치
- 펠트마일렌 – 포어더펠트 및 마일렌은 취리히 호수의 우안에 있다. 4층의 핀 문화 유물(4350-3950 BC 보정)에 이어 5개의 호르겐 배양층이 펠트마일렌에서 발견되었다. 마일렌에서는 1개의 핀 층(기원전 4250-4000년)에 이어 3개의 호르겐 층이 발견되었다.

## 같이 보기
- 알프스 주변의 선사시대 말뚝 주거지